# Filmina

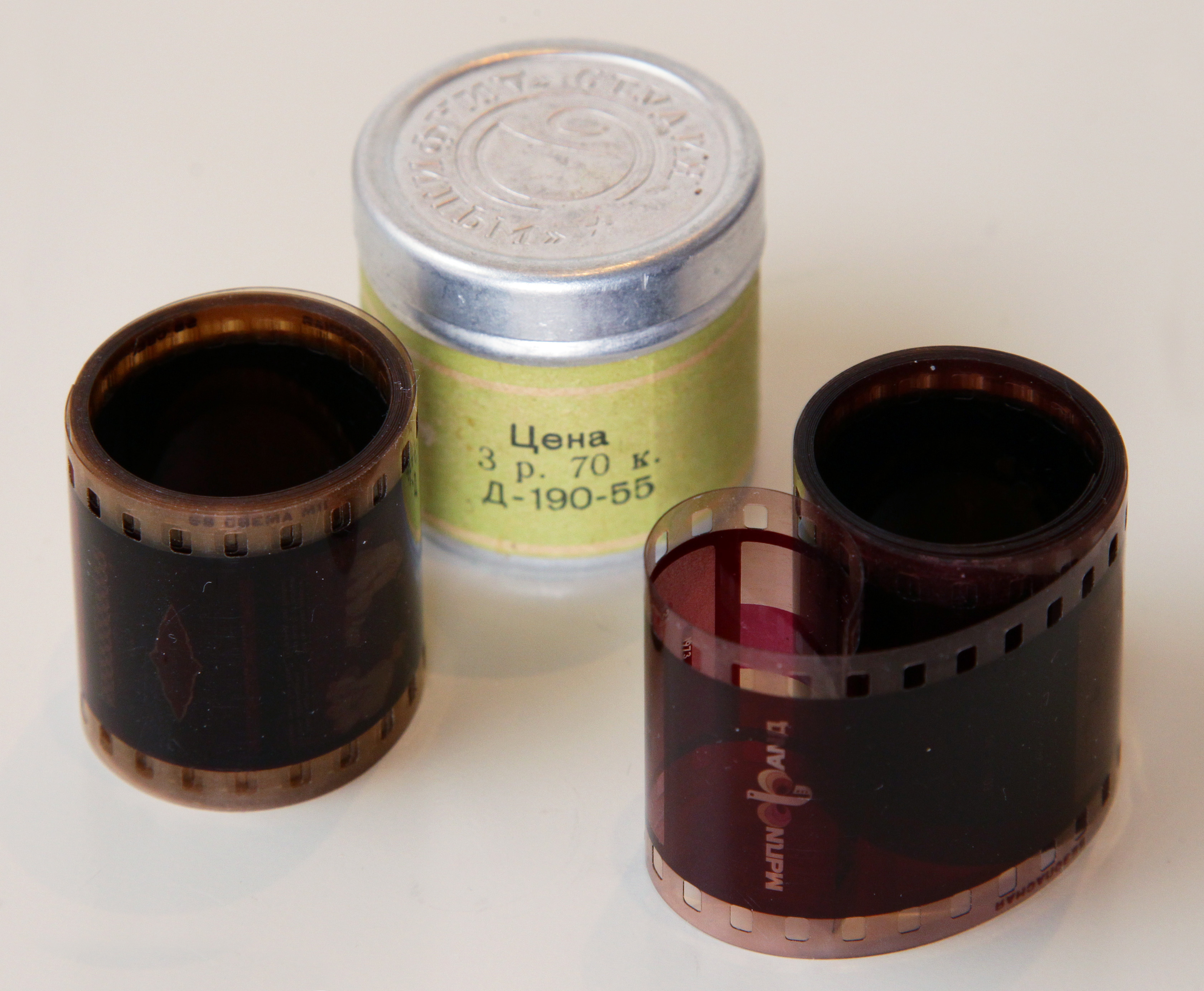
Filmines

Una filmina és un rotllo de pel·lícula positiva de 35 mm, amb un contingut mitjà de trenta a cinquanta imatges, disposades en ordre seqüencial, que s'inseria en un projector per poder veure les imatges d'una en una en una pantalla. En alguns dispositius es podia sincronitzar la projecció amb so gravat prèviament. Era un format comú d'imatge fixa, utilitzat antigament com a eina multimèdia en l'educació, que va ser superat al final dels anys vuitanta pel llavors nou i de menor cost videocassette, i aquest més tard pel DVD.
Des de la dècada del 1940 al 1980, les filmines oferien una alternativa fàcil i econòmica a les pel·lícules educatives de 16 mm, ja que requereixen molt poc espai d'emmagatzematge i són molt ràpides de rebobinar per al següent ús. Les filmines tenien una gran resistència al trencament, i poques vegades calia empalmar-les. Encara es fan servir en algunes àrees.

## Llibre il·lustrat

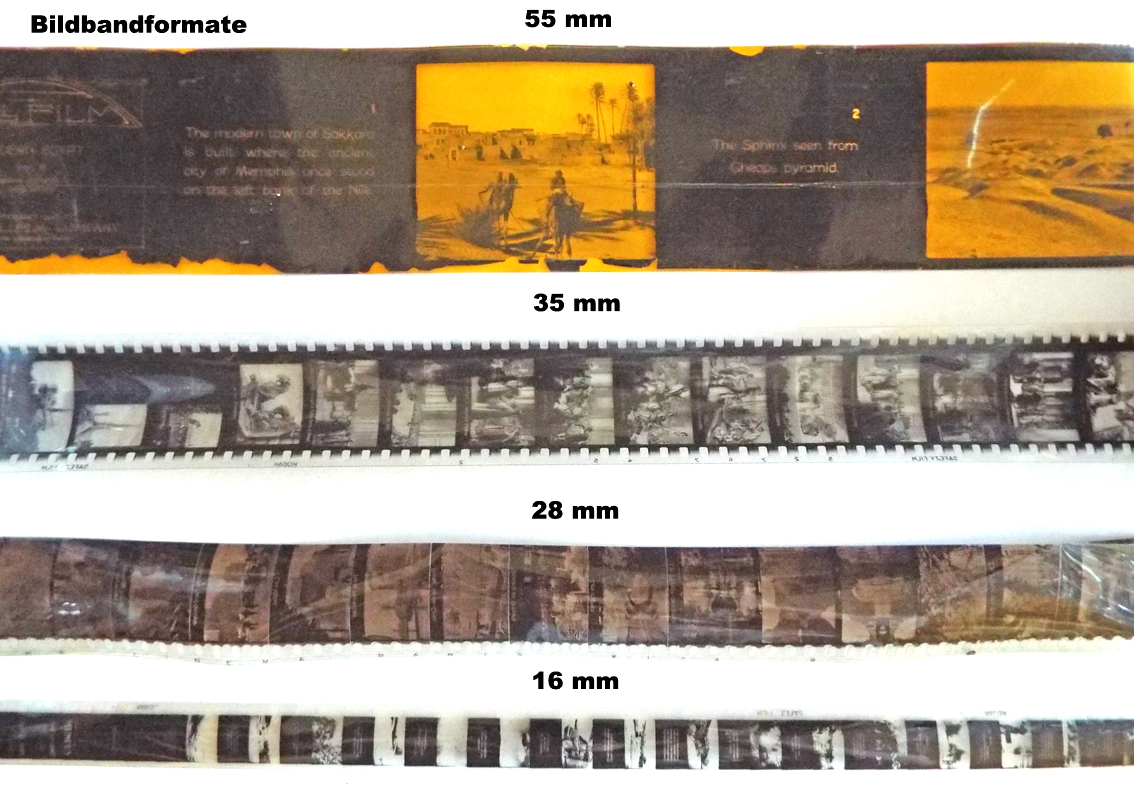
Diversos formats de llibres d'imatges

Un llibre il·lustrat és una seqüència d'imatges individuals positives exposades en una tira de cel·luloide (vegeu la Fig. slide) que es pot projectar en una pantalla mitjançant un dispositiu de projecció

### Material de base
El nitrat de cel·lulosa, un substrat flexible sobre el qual es podien exposar imatges fotogràfiques, s'utilitzava en cinematografia des de 1888. L'elevada inflamabilitat de les pel·lícules de nitrats i diversos incendis amb danys personals van fer que aviat calgués desenvolupar l'anomenada pel·lícula de seguretat feta d'acetat de cel·lulosa. Els llibres de fotos existeixen en els formats següents: 16, 28, 35, 55 mm.

### Plantilles

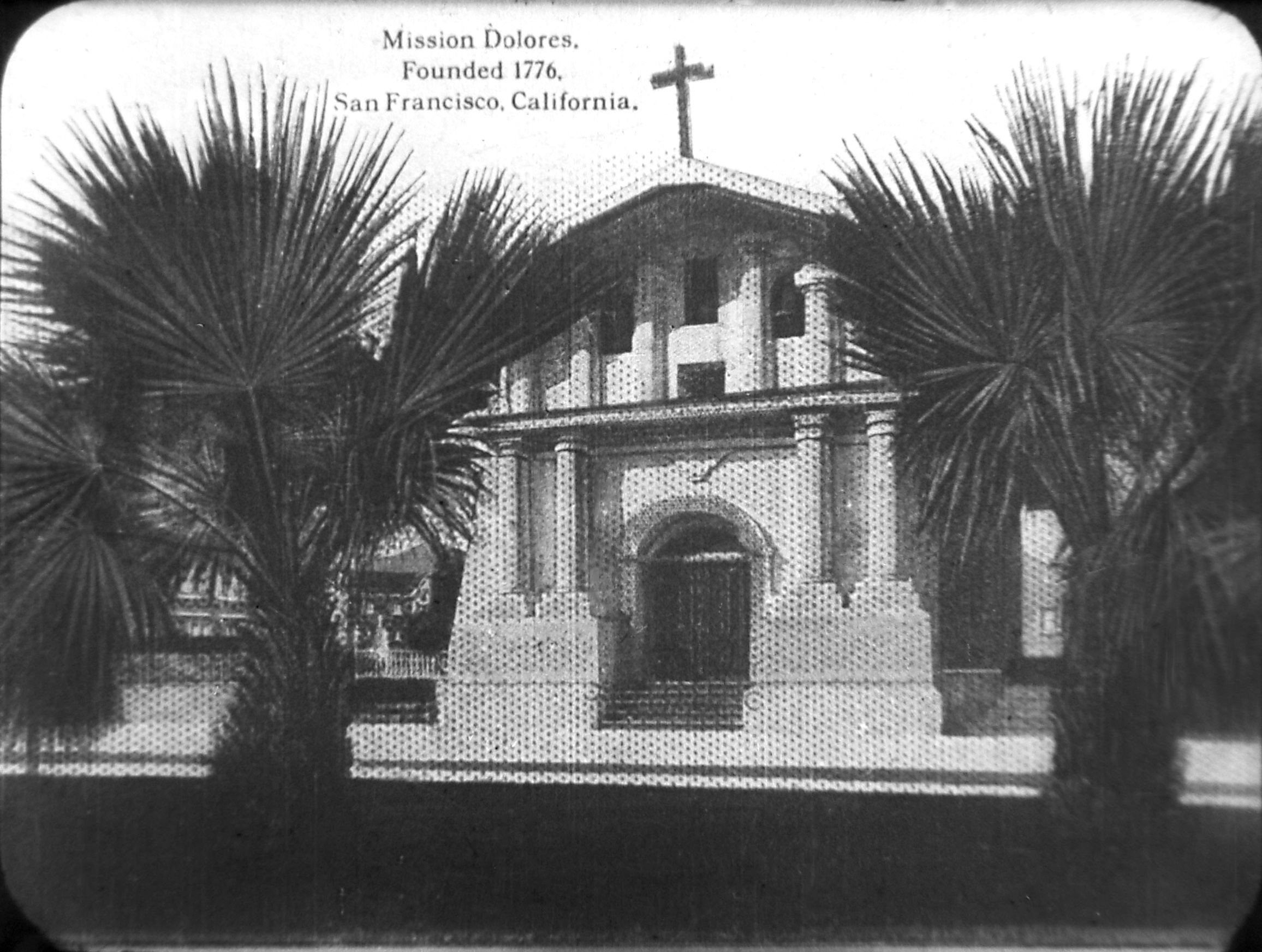
Imatge fotografiada d'una postal, fabricant: “Filmoli”

L'ús de plantilles de paper inferiors, especialment targetes postals que contenien una graella d'impressió, va provocar una greu pèrdua de qualitat. No obstant això, sembla que les cintes es van vendre perquè es poden trobar en col·leccions adequades. La conducta comercial aparentment sense escrúpols dels representants itinerants va ser una de les principals crítiques a la producció de llibres il·lustrats a Alemanya. Un altre aspecte que va tenir un impacte negatiu en la projecció va ser la diferent mida de les imatges individuals. Tots els llibres il·lustrats es podien vendre en blanc i negre, de colors (sobretot sèpia, però Pathé també produïa còpies de color blau o magenta, anàleg a la coloració de les primeres pel·lícules de cinema) o, per un recàrrec corresponent, pintades a mà o amb plantilla. Les cintes de colors es consideraven inacceptables per a l'ús escolar a Alemanya. Tot i que les diapositives en color de 35 mm existien des de finals de la dècada de 1930, no va ser fins a la dècada de 1950 que es van disposar els primers llibres il·lustrats sobre pel·lícules de reversió de color.

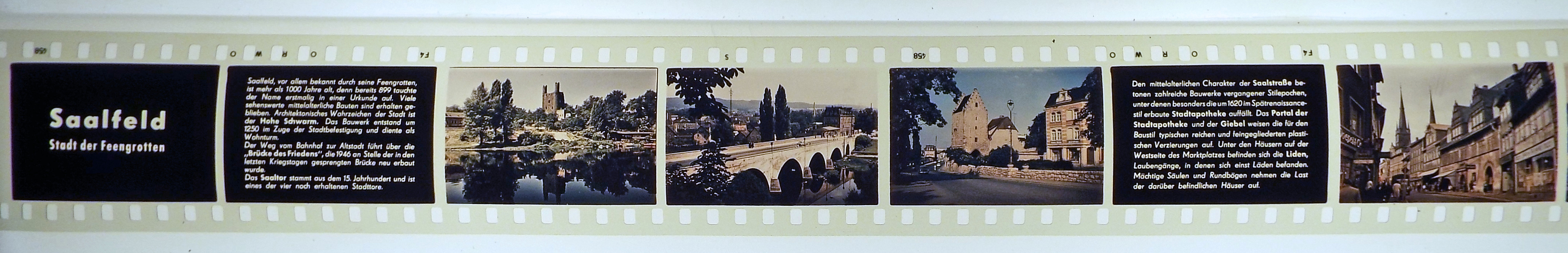
Un llibre il·lustrat en format Leica amb textos intermedis, fabricant: "DEFA"

Un llibre il·lustrat d'un metre de llargada podria substituir una fila d'unes 50 diapositives de vidre amb un pes de gairebé quatre quilos i, per tant, ràpidament va guanyar popularitat. Cap a l'any 1930, un autor les va descriure com a "completament indispensables per a la formació i l'ensenyament", superiors a les diapositives de vidre simplement perquè l'ordre de les imatges individuals no es podia barrejar i cap imatge es podia empènyer al projector al revés. No obstant això, les tires de pel·lícula primes i sense protecció també eren més susceptibles a les influències ambientals: la seva vida útil era molt més curta i oscil·lava entre 20 i 80 projeccions, segons l'aparell de projecció utilitzat, abans que apareguessin les primeres "rates de pluja", que els posaven baixes. preu en comparació amb la diapositiva de vidre emmarcada ("imatge de la llanterna") en perspectiva.

### Multimèdia
Nombrosos proveïdors de llibres il·lustrats van utilitzar el seu estoc de material il·lustrat per exposar diversos mitjans i així ampliar les oportunitats de venda. En els primers anys, es tractava principalment de diapositives de vidre i llibres il·lustrats (p. B. les editorials "Projection for All" i "EA Seemann"). El fabricant francès Pathé va utilitzar fotografies de les seves pel·lícules cinematogràfiques (p. B. un viatge a Egipte o un viatge a Venècia), tornar-los a reunir i proporcionar-los els subtítols adequats com a llibre il·lustrat. El "Pathéo-Roman" va tornar a explicar llargmetratges en imatges fixes i textos intercalats, com ara "Napoléon", que es va estrenar el 1927. A la RDA, l'empresa "Mikrolux" va produir llibres il·lustrats, diapositives de 35 mm i imatges estereoscòpiques amb motius turístics i els populars peluixos i nines Mäcki.

## Història

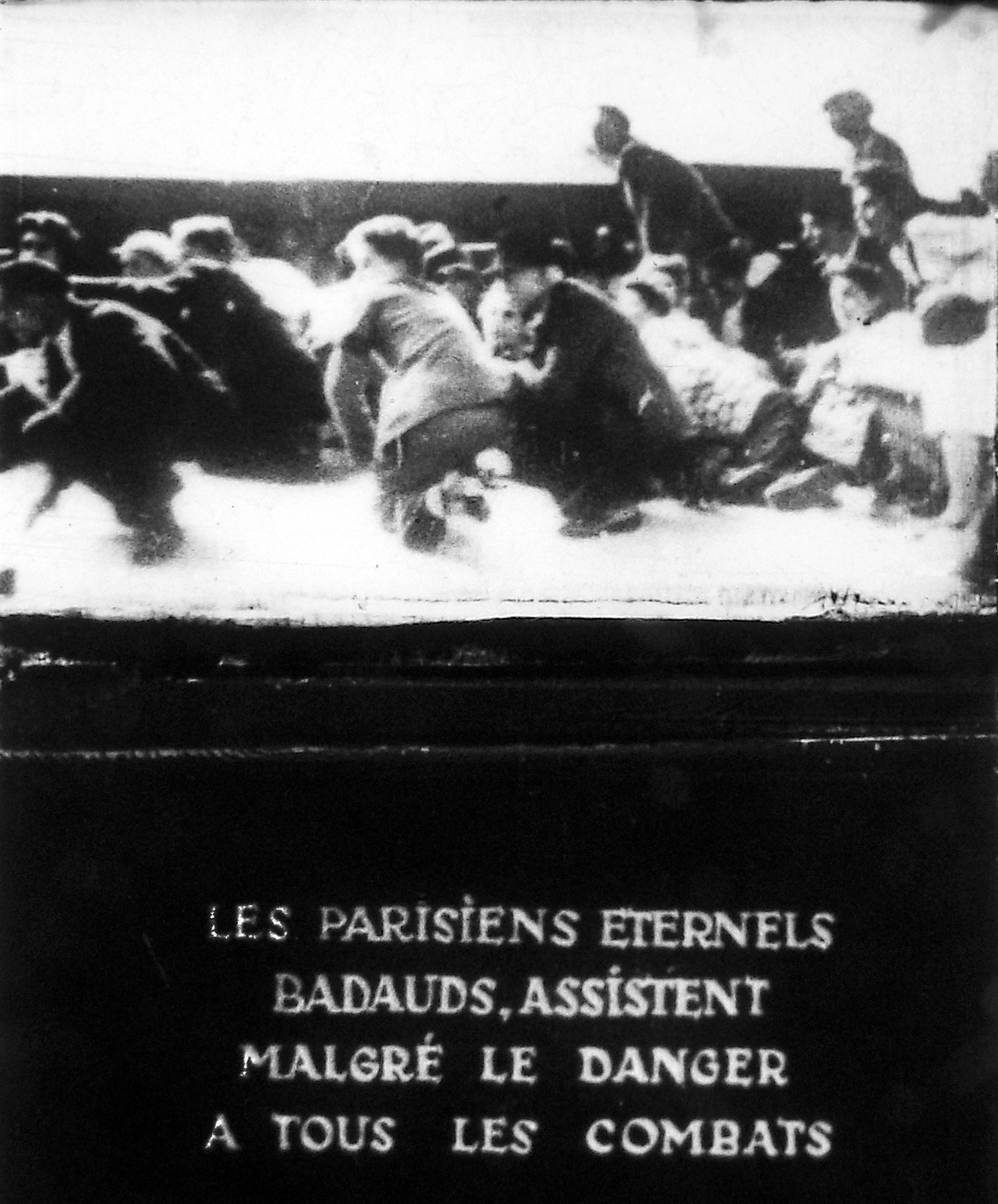
Imatge única de "Debarquement en Normandie", fabricant: "Mundus", llibre il·lustrat de 16 mm

A finals del segle XIX i principis del segle xx, el concepte de "llibre il·lustrat" també es referia a la imatge en moviment que es podia mostrar amb el cinescopi d'Edison. El llibre il·lustrat més antic en el sentit d'una seqüència d'imatges individuals probablement va ser produït per la Californian StillFilm Company a partir de 1918. El terme Stillfilm es referia a un nou tipus de material didàctic introduït per la Stillfilm Company de Los Angeles el 1918" Les cintes il·lustrades d'aquesta empresa, que es van produir almenys fins a la dècada de 1930, eren tires de 55 mm d'ample i sense perforació que es subministraven subjectes a una bobina de metall en una llauna metàl·lica associada. Hi havia un breu text explicatiu entre les imatges individuals. L'any 1921, el pioner del cinema francès Charles Pathé (1863-1957) va presentar una patent per a un sol visor: el Pathéorama, una caixa pràctica amb una finestra de llum i una lent visual i un botó giratori per moure la cinta il·lustrada. Un any més tard, Pathé va presentar un projector associat al qual es podia inserir el Pathéorama. Pathé va utilitzar una pel·lícula de 35 mm, que era estàndard en aquell moment, però va tallar la perforació d'un costat, cosa que va permetre que les seves cintes només s'utilitzessin a les seves màquines. Ja l'any 1922, però, la Societat Americana d'Educació Visual (SVE) va fer patentar el seu "Film-Stereopticon", el progenitor de l'exitosa sèrie "Picturol". Els primers editors alemanys de llibres il·lustrats van ser el "Filmdienst" de Dresden (més tard "Filmosto") i la famosa empresa de projectors Liesegang
Les cintes il·lustrades també es van utilitzar àmpliament en propaganda. A la República de Weimar, els editors de l'església van advertir de les condicions impies i de la degradació de les dones a la Unió Soviètica ("La cultura soviètica amenaça"), van glorificar Martí Luter com a heroi nacional alemany ("Martí Luter - Un lluitador per al poble alemany") i lamentava les conseqüències del Tractat de Versalles. Les cintes de propaganda, en particular, sovint només obtenen la seva explosivitat del text que l'acompanya, mentre que el material fotogràfic pur de vegades és purament documental. Durant el nacionalsocialisme es va celebrar l'heroic sacrifici dels soldats alemanys ("Opfer und Dank").

## Tecnologia

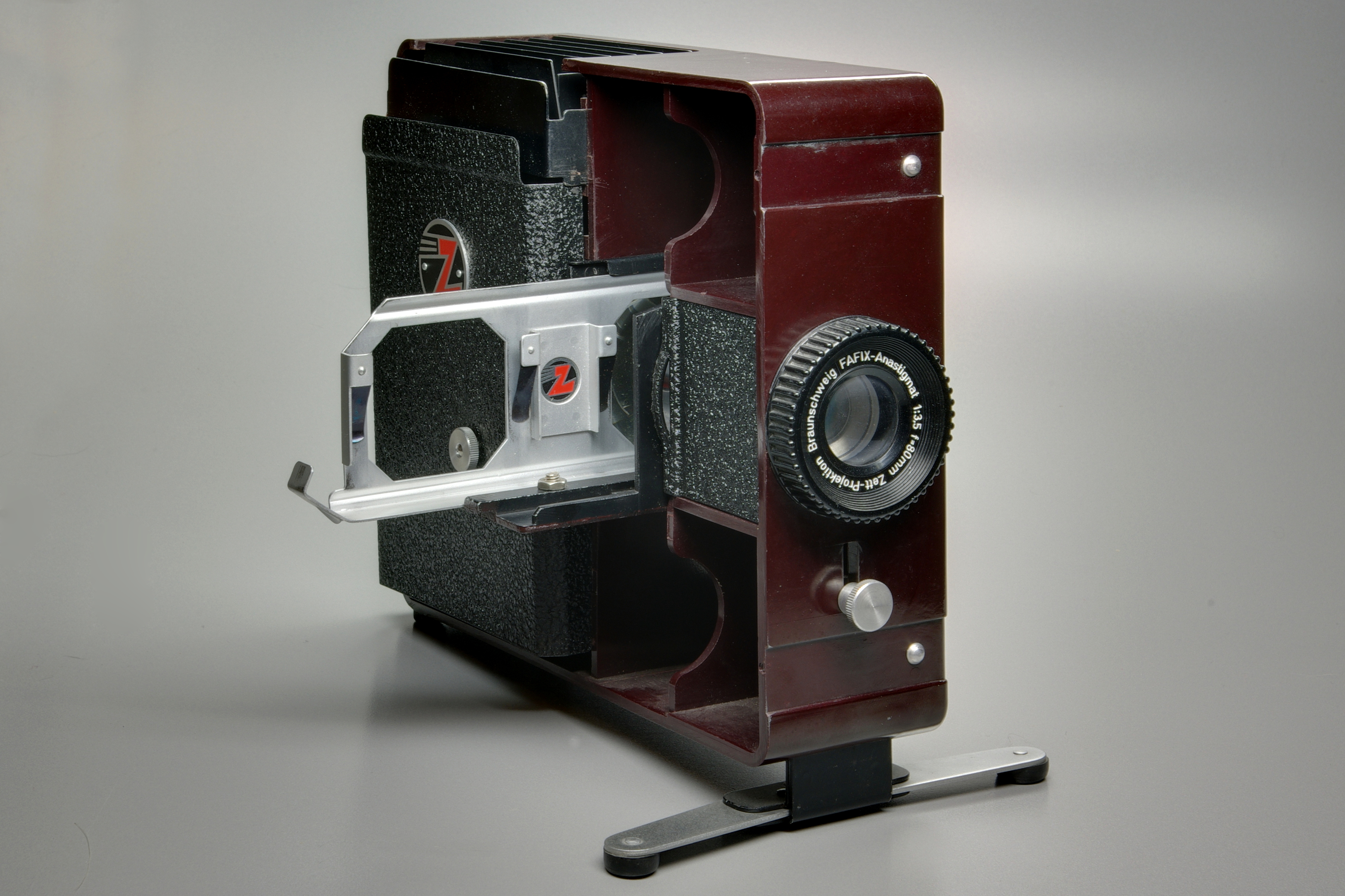
Projector de filmines, que a la vegada té també un típic suport de doble diapositiva

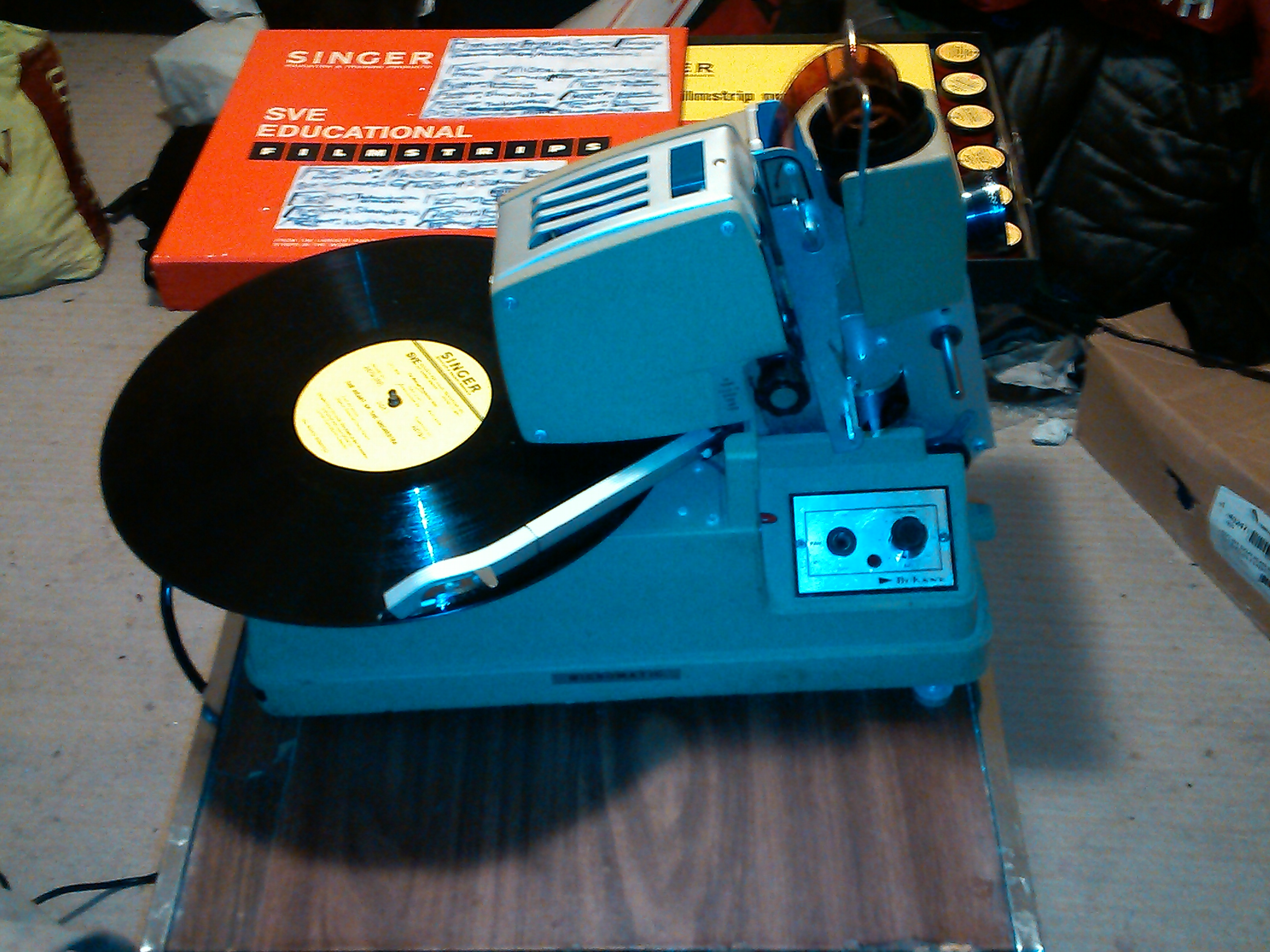
Projector automàtic de filmines Dukane Record

El rotlle de pel·lícula s'ha d'inserir verticalment de dalt a baix en una obertura frontal del projector, de manera semblant a una pel·lícula de 16 mm, en lloc d'inserir-la horitzontalment com en un projector de diapositives.

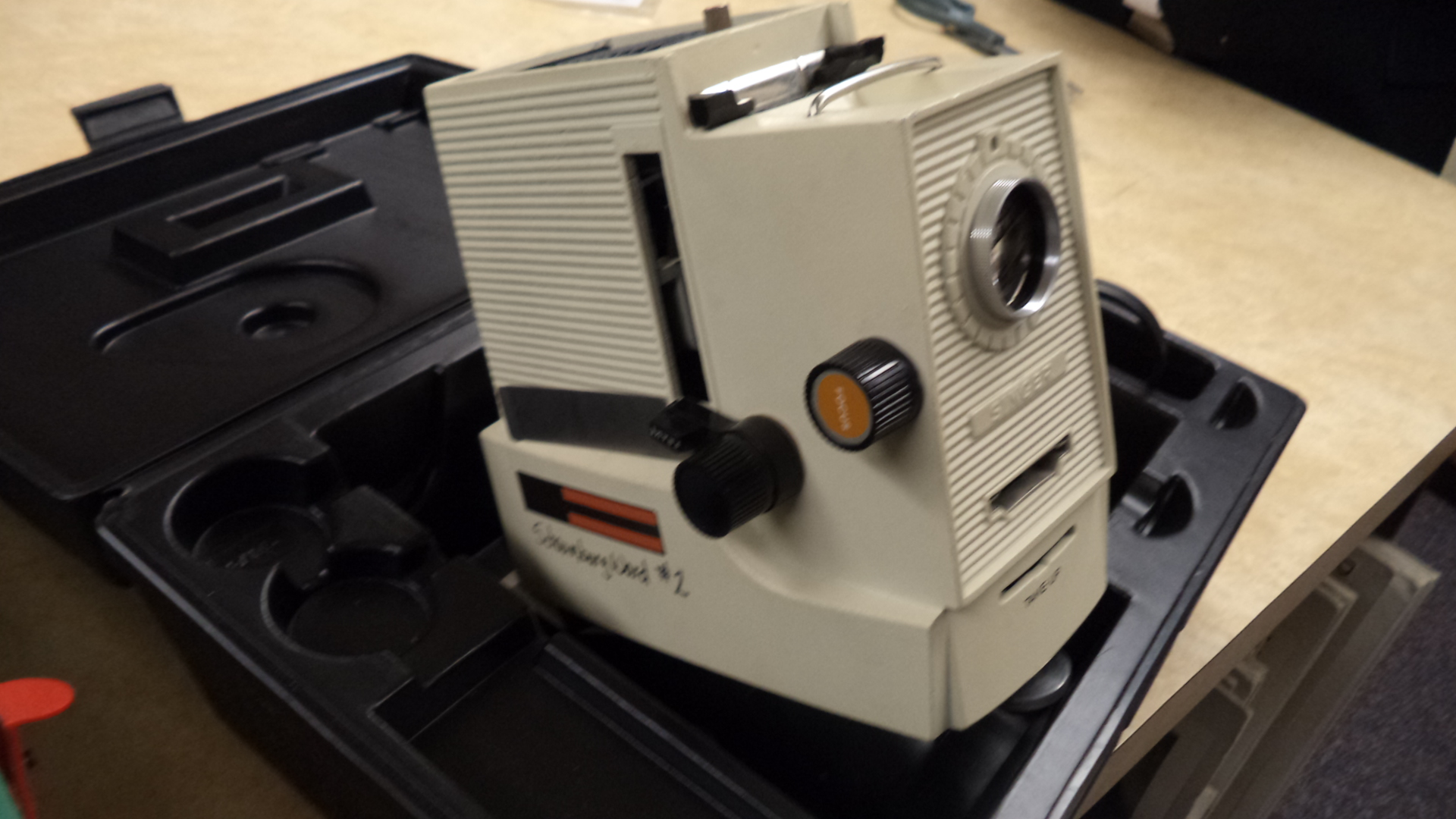
Un projector de filminaDukane

A causa de l'orientació de la imatge, la mida del quadre és més petita que la de la pel·lícula normal de 35 mm. Dos quadres d'imatge d'una filmina, incloent-hi la banda de seguretat, ocupen el mateix espai que un sol fotograma de 35 mm, de manera que una pel·lícula de 35 mm de 25 exposicions pot contenir una filmina de cinquanta imatges. Amb les filmines primitives (de cel·luloide) es corria el perill que cremaren per causa de la calor intensa i sostinguda generada pel llum de projecció, però el problema va quedar resolt amb les modernes. Aquestes filmines produïdes als primers sistemes, rebien el nom de Pictural Filmstrip.
En general, el temps de durada duna filmina se situava entre deu i vint minuts. Depenent de la manera com eren narrades o produïdes. L'argument de les filmines (que sovint venien amb una Guia de l'Instructor) era prou flexible per ser utilitzat en dos tipus d'aprenentatge: per a un sol alumne o per a una classe completa, ja que a més de poder projectar-se en una paret de la classe o en una pantalla, hi havia disponibles unitats de visualització personals amb una mida de pantalla d'aproximadament vuit polzades de diagonal per ser visionades de prop per una o dues persones.
La filmina es convertia en una ajuda de l'instructor que mostrava els fotogrames (imatges) de la filmina, a mesura que avançava en l'explicació. L'exposició del professor es podia gravar en un disc de vinil de 33 RPM o cinta magnetofònica que contenia el material d'àudio complet (incloent-hi la narració de la filmina). En el moment apropiat, sonava un to, assenyalant l'instructor (o l'estudiant ajudant) perquè fes girar el botó, que feia avançar el fotograma següent. Més tard, millores tècniques més modernes van permetre que el projector fes avançar la pel·lícula automàticament.

## Producció cinematogràfica

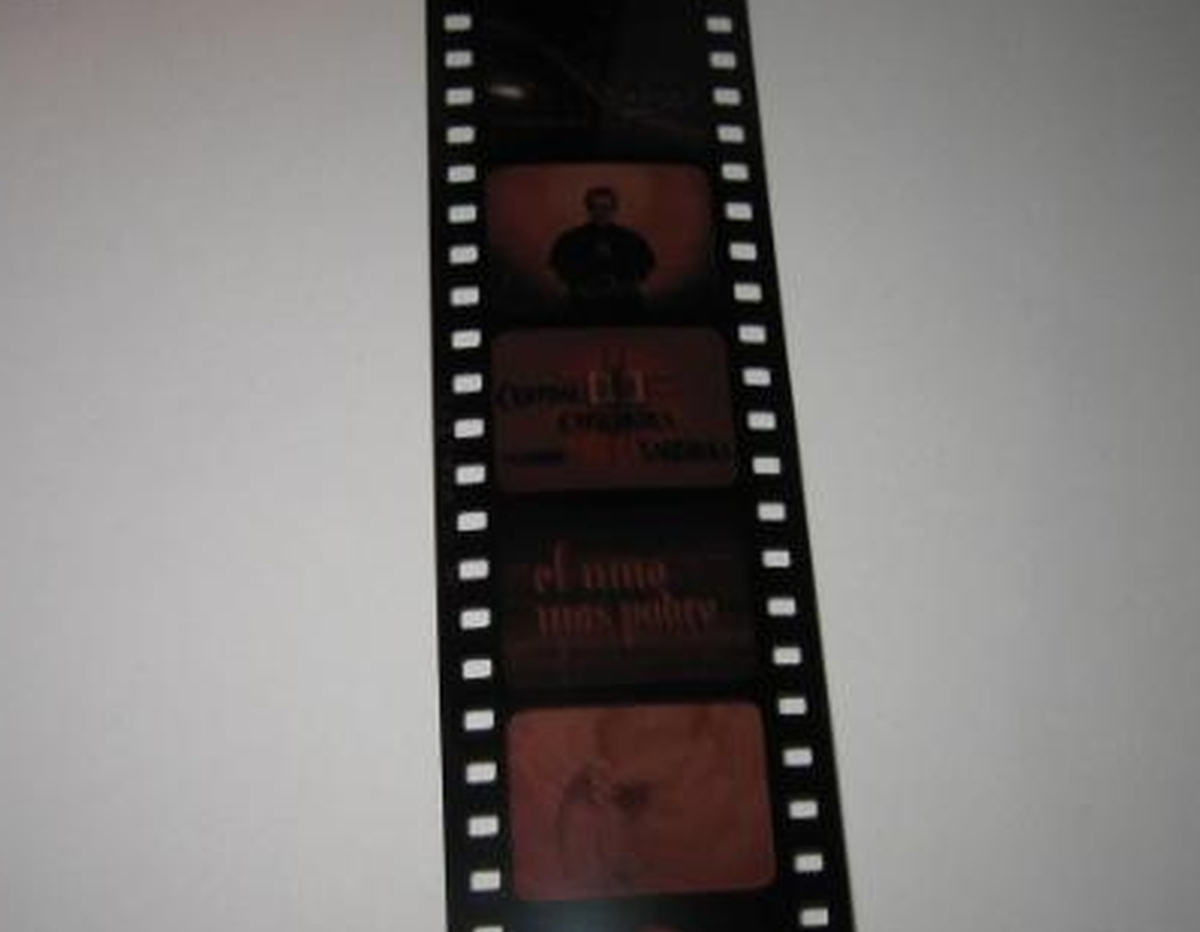
filmina d'imatges de S.Juan Bosco Editorial

A l'última part de la dècada de 1960, empreses com Warren Schloat Productions, CBS, New York Times, Scott Education, Coronet, Sunburst Media & Associates, estaven produint títols que oferien les fotografies d'artistes famosos i esdeveniments notables amb una pista de àudio sincronitzat. La música i la narració de la filmina anava originalment en un disc de vinil.
A principis de la dècada de 1970, la tecnologia d'àudio va avançar, i els discos de vinil van donar pas a la cinta d'àudio. Les filmines també van anar més enllà dels tradicionals cursos d'art i humanitats, ramificant-se cap a la ciència, la formació professional i les matèries tècniques. Hi havia filmines produïdes en diferents àrees temàtiques que anaven des de la música, l'art, la llengua i la literatura, les matemàtiques fins a incloure l'economia domèstica.
Es van produir tires de pel·lícules en moltes àrees temàtiques diferents, com ara música, art, arts del llenguatge, matemàtiques, negocis i economia domèstica. Les tires de pel·lícules en les àrees temàtiques de ciència, carrera, vocació i tècnica van ser produïdes per empreses com Bergwall Productions i Prentice Hall Media (abans Warren Schloat Productions).

### Filmines per a Home Entertainment

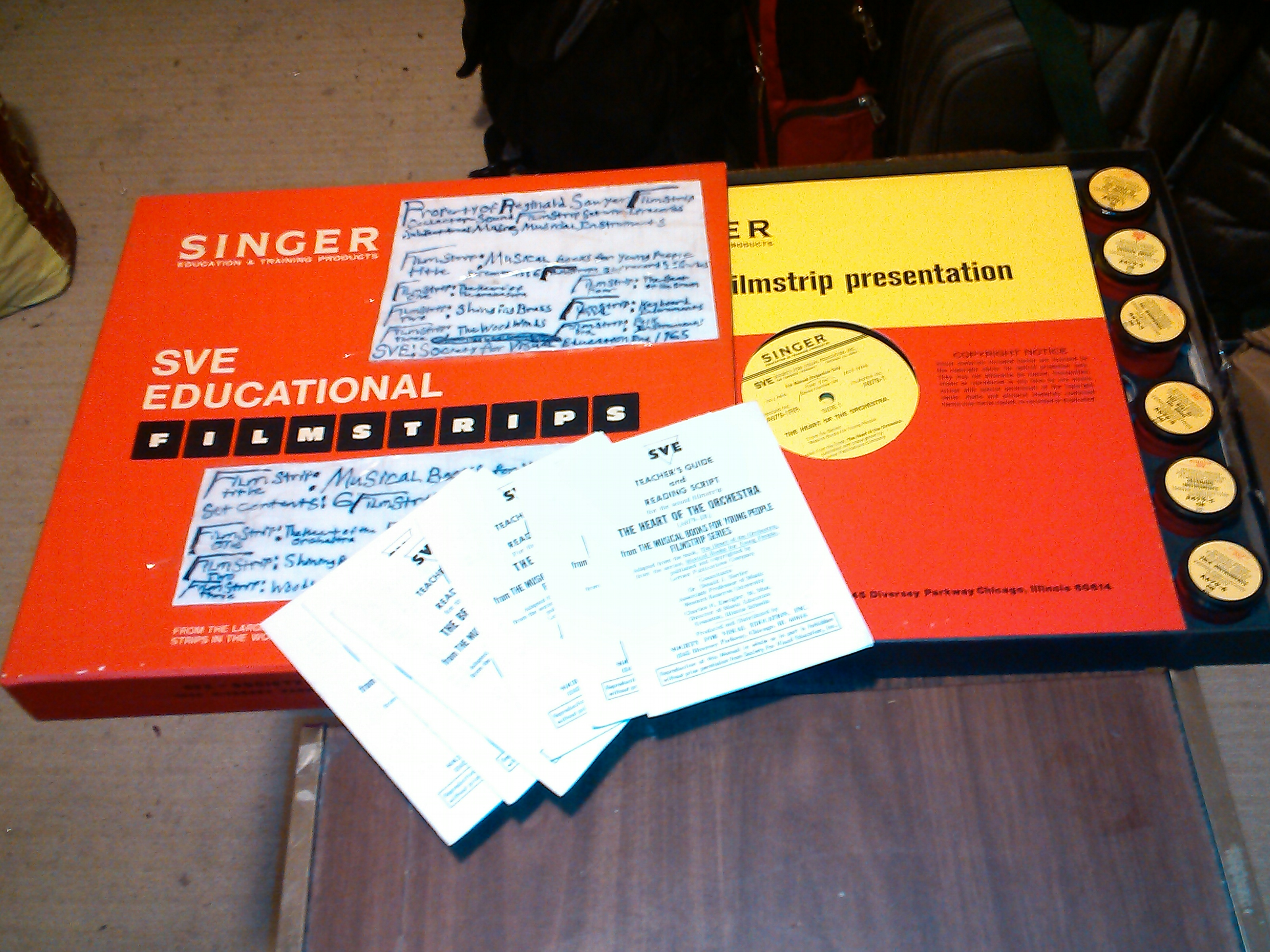
Un conjunt de filmina de música SVE, títol de la cinta: Llibres musicals per a joves

Les empreses productores van començar a produir a la dècada de 1950, filmines per a Home Entertainment. Hi va haver una sèrie de pel·lícules de Disney, i també de la Society for Visual Education Inc. (Chicago), entre altres fabricants.

### Producció d'Europa oriental
Un gran nombre de "filmines" va ser produït per "estudis cinematogràfics" als antics països d'Europa de l'Est -Polònia i Hongria- durant els anys 1950 i 1960.
A Grècia eren coneguts i es venen amb el nom "tainies Argo Film" (pel·lícules CINE ARGO) amb el nom de l'empresa (ARGO FILM) que va fer la traducció al grec i va organitzar la seva distribució a Grècia. Els títols inclouen contes infantils, contes de fades, història grega, cristianisme, aventura, ciència-ficció i històries de guerra.

## Avanç automàtic de la pel·lícula

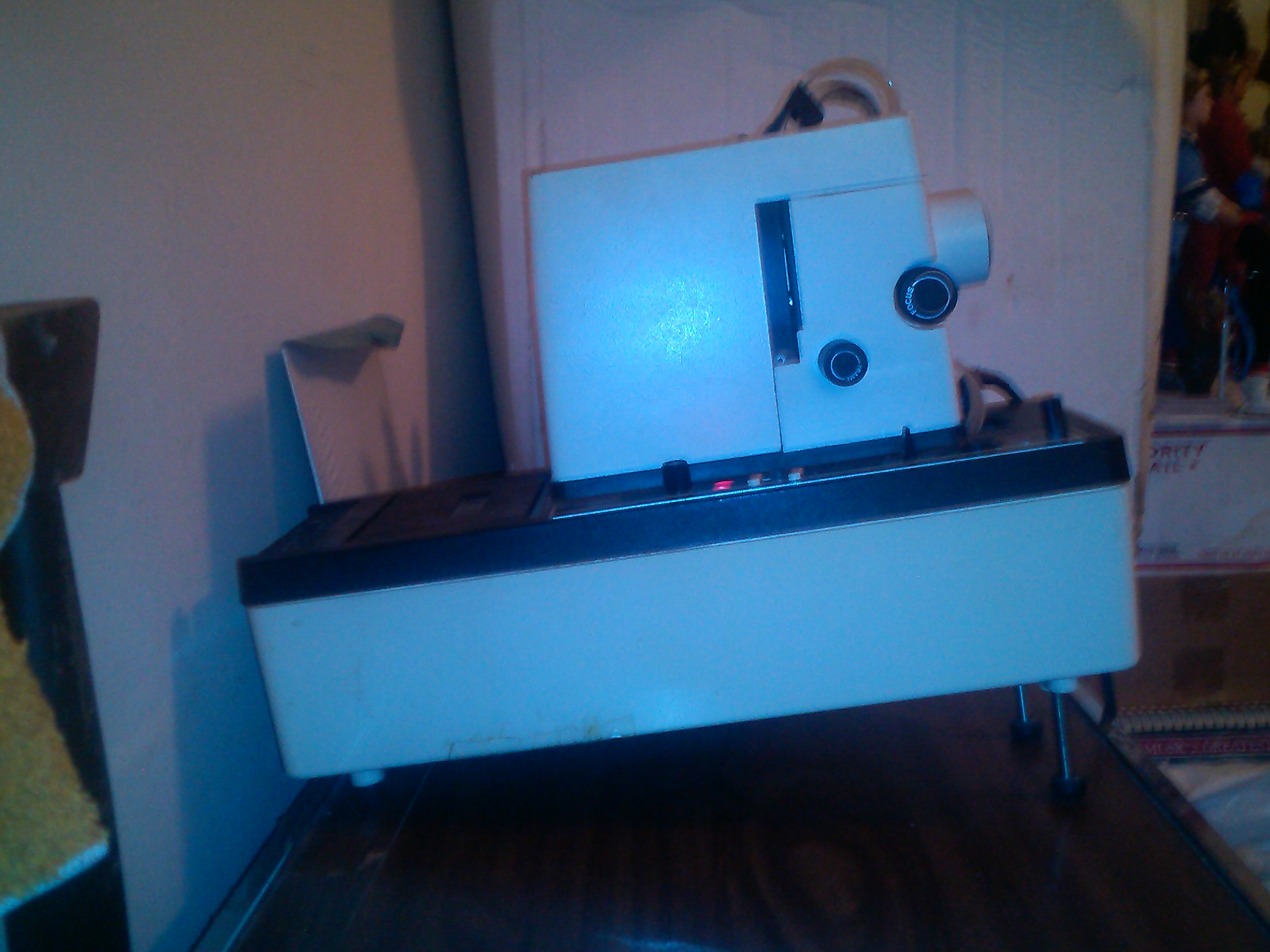
Dukane Micromatic II, projector automàtic de filmines + cassette

Durant la dècada de 1970, van arribar a estar disponibles uns projectors avançats que feien avançar automàticament la pel·lícula per mitjà d'un to subaudible de 50 Hz gravat al videocasset que era detectat pel projector, i feia avançar automàticament un quadre d'imatge de la filmina. La majoria dels cassets que acompanyaven les filmines els anys 1970 i 1980 tenien el mateix material d'àudio a banda i banda de la cinta. Una banda tenia tons audibles per als projectors més antics, i l'altra tenia tons sub-audibles per als projectors automàtics més nous. Algunes versions de filmines especials tenien tons audibles i sub-audibles combinats, per la qual cosa la filmina i el seu casset acompanyant eren compatibles amb qualsevol projector de pel·lícula. Si configuraven correctament, es podien sincronitzar la narració i la imatge.
Entre 1979 i 1980, la DuKane Corporation a St. Charles, Illinois va començar a produir un projector automàtic de cinta de casset anomenat DuKane Micromatic II. El sistema La Belle Commpak utilitzava un to de 1000 Hz en una cinta de 8 pistes per avançar a la següent diapositiva. El sistema d'enregistrament Show'N Tell de General Electric utilitzava 16 mm per a la pel·lícula i l'enregistrament per a l'àudio (tot i que el Show'N Tell avançaria la pel·lícula a un ritme fix a través d'un engranatge).